# Амвросий Феодосий Макробий

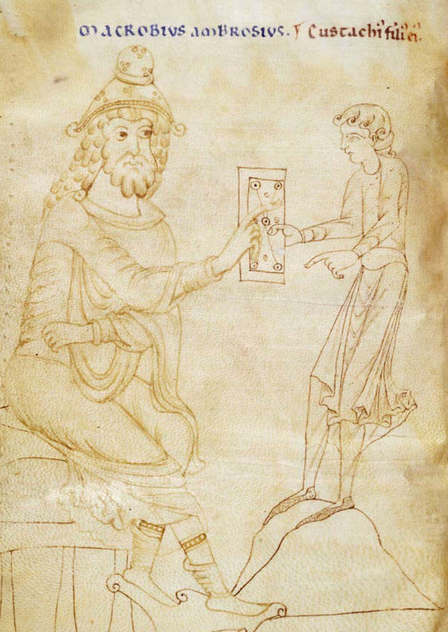
Макробий вручает свиток своему сыну Евстахию. Из средневековой рукописи «Комментарии на "Сон Сципиона"» (Италия, около 1100 г.).

Амвро́сий Феодо́сий Макро́бий (лат. Ambrosius Theodosius Macrobius, V век н. э.) — древнеримский писатель, филолог, философ-неоплатоник.

## Биография
О жизни Макробия сохранилось крайне мало достоверных сведений. Возможно, родом он был из Северной Африки (якобы обитающее там племя macrobii, «долгожители», упоминается у многих античных географов и историков) или Греции. Сохранились сведения о том, что человек по имени Макробий занимал должности префекта в Испании и проконсула в Африке. На основании того, что в то время столь высокие должности были доступны лишь христианам, можно сделать выводы о вероисповедании Макробия, хотя в его сочинениях специфически христианских черт нет.

## Творчество
Значение Макробия в истории литературы основывается на двух произведениях: «Сатурналиях» (лат. Saturnaliorum) и «Комментарии на "Сон Сципиона"» (лат. In Somnium Scipionis). В первом сочинении, обращённом к сыну Макробия Евстахию, автор сначала рассуждает о происхождении праздника Сатурналий, затем переходит к оценке достоинств Вергилия и других античных писателей, а также к рассуждениям на различные темы и забавным анекдотам из жизни великих людей прошлого. В этом «Сатурналии» примыкают к книгам таких позднеантичных авторов, как Авл Геллий или Афиней. Произведение Макробия особенно ценно тем, что в нём сохранено огромное количество цитат и фрагментов из утраченных сочинений античной словесности.

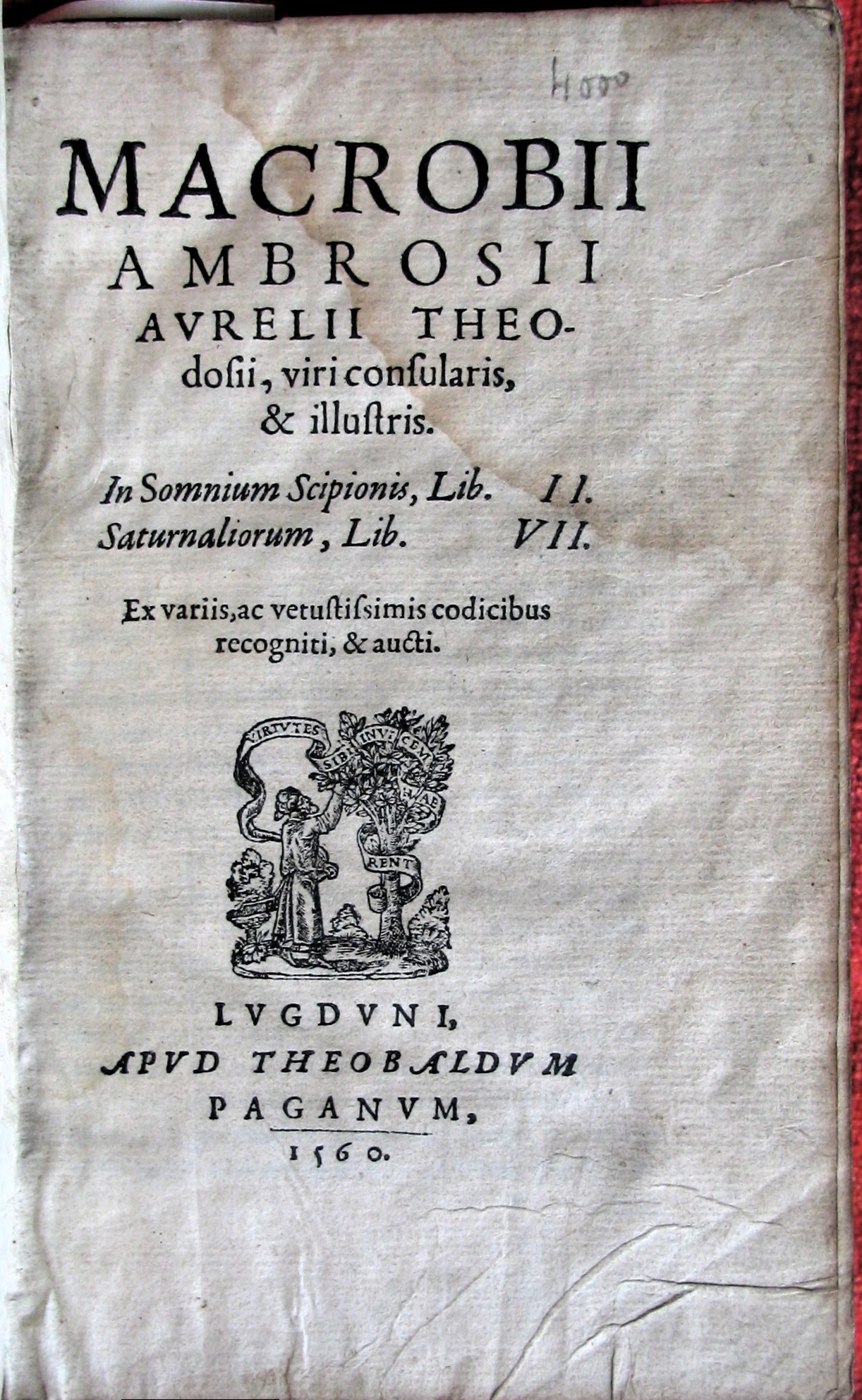
Титульный лист сборника произведений Макробия: «Комментарии на "Сон Сципиона"» (лат. In Somnium Scipionis) и «Сатурналии» (лат. Saturnaliorum). Паганум: Лион, 1560 г.

«Сон Сципиона» (лат. Somnium Scipionis) — шестая и последняя книга  трактата Цицерона «О государстве» (лат. De re publica). В нём излагается путешествие во сне римского полководца Сципиона Африканского по просторам космоса, в котором он посещает иные миры и видит будущее. Макробий интерпретирует сон Сципиона в духе неоплатонической философии и в связи с ним рассуждает о гармонии космоса, о Мировой душе, магическом значении чисел, пророчествах, толковании сновидений и т. п. Высказывания о музыке Макробия (Кн. II, гл.1-4) компилятивны; цель её — адаптация греческой науки на латинской почве. Макробий рассказывает историю обретения числовых законов музыки Пифагором, излагает пифагорейское учение о 5 консонансах (кварта, квинта, октава, октава с квинтой, двойная октава), о неделимости целого тона на 2 равные части (малый полутон он называет лиммой, приписывая её открытие Платону), сопоставляет строение Мировой души с музыкальными интервалами, ассимилирует другие тривиальные для античной науки сведения.
«Комментарии на "Сон Сципиона"» пользовался огромной популярностью в Средние века и до сих пор представляет интерес как изложение взглядов неоплатонизма на предметы, находившиеся вне рассмотрения других философов этого направления.
Трактат Макробия по грамматике под названием «О различиях и сходствах греческого и латинского глагола» (лат. De differentiis et societatibus graeci latinique verbi) сохранился лишь в сокращённом пересказе, который традиционно, но не вполне достоверно приписывается Иоанну Скоту Эриугене.

## Память
В 1935 г. Международный астрономический союз присвоил имя Макробия кратеру на видимой стороне Луны. В его честь также назван залив Макробия у Антарктического полуострова.

## Издания и переводы
- Латинские тексты по изданию Л. Яна: Vol. 1 (Комментарий к Сну Сципиона, трактат о грамматике); Vol. 2 (Сатурналии).
- Латинский текст и французский перевод в издании: Macrobe (oeuvres complètes), Varron (De la langue latine), Pomponius Méla (oeuvres complètes); avec la traduction en français et publiées sous la direction de M. Nisard (1863). P. 1-471.

«Сатурналии»:
см. также Сатурналии (Макробий)
- Macrobius Ambrosius Theodosius. Saturnalia, ed. J. Willis. Leipzig: Teubner Verlag, 1970.
- Macrobius. The Saturnalia. Tr. by P. V. Davies. N. Y.-L., 1969.
- В серии «Loeb Classical Library» начато издание (№ 510): Macrobius. Saturnalia, Volume I. Books 1-2. Edited and translated by Robert A. Kaster. 2011.
- Макробий. Сатурналии. / Пер. с лат. и греч., прим. и словарь В. Т. Звиревича / Под ред. С. П. Пургина. Екатеринбург: Изд-во Уральского государственного университета, 2009. — 372 с. ISBN 978-5-7996-0491-2.

«Комментарий на „Сон Сципиона“»:
- Macrobius Ambrosius Theodosius. Commentarii in Somnium Scipionis, ed. J. Willis. Leipzig: Teubner Verlag, 1970, p. 1-154.
- Macrobius. Commentary on the «Dream of Scipio». Tr. by W. H. Stahl. N.-Y., 1952. (переиздание 1990 года)
- В серии «Collection Budé» сочинение издано в 2 книгах: Macrobe. Commentaire au songe de Scipion.
  - T. I: Livre I. Texte établi, traduit et commenté par M. Armisen-Marchetti. CV, 214 p. ISBN 978-2-251-01420-3
  - T. II: Livre II. Texte établi, traduit et commenté par M. Armisen-Marchetti. 2003. XXIV, 320 p. ISBN 978-2-251-01432-6
- Отрывки. / Пер. Т. Уманской. // Знание за пределами науки. М., 1996. С. 276—289.
- Отрывок (I 18-19) в пер. А. Г. Алексаняна
- Отрывки (I 8-14, 17; II 12-13, 17). / Пер. М. С. Петровой. // Философия природы в античности и в средние века. М., 2000. С. 371—416.
- Петрова М. С. Макробий Феодосий и представления о душе и о мироздании в поздней Античности. М.: Кругъ, 2007. 464 стр. ISBN 978-5-7396-0117-9 (содержит на с. 176—277 латинский текст и русский перевод отрывков I 1-4, 8-14, 17, II 12-13, 17)
- Петрова М. С. Классификация снов у Макробия и знание её в Средние века (Приложение: Комментарий на «Сон Сципиона». Кн. 1. Гл. 3 / Перевод и комментарий М. С. Петровой) // «Средние века. Вып. 64» (2003)
- Комментарий на «Сон Сципиона» (I, 3) / Пер. с латинского и примечания М. С. Петровой. // Интеллектуальные традиции античности и средних веков (Исследования и переводы). М.: Кругъ, 2010. С. 229—237.